# Antonio Álvarez Giráldez
Antonio Álvarez Giráldez (Marchena, 10 april 1955) is een voormalig Spaans voetballer die als centrale verdediger gespeeld heeft voor de clubs Sevilla, Málaga en Granada. Op dit moment is hij coach van Sevilla.

## Carrière als speler
Álvarez begon zijn carrière in de jeugd van Sevilla, en hij maakte tijdens het seizoen 1975/76 zijn debuut in het eerste elftal. Dat jaar speelde hij slechts acht wedstrijden, maar vervolgens werd hij ruim tien jaar lang vaste basisspeler voor de club. Hij speelde bijna 300 competitieduels en zo'n 350 officiële wedstrijden voor Sevilla. In 1988 verliet hij de club na dertien jaar en ging hij spelen voor Málaga. Na drie jaar ging hij afbouwen bij derde divisie club Granada, waarna hij op 40-jarige leeftijd stopte met voetballen.

## Als trainer
Na zijn loopbaan als voetballer keerde hij in het jaar 2000 terug bij Sevilla, als assistent coach. Als assistent van Juande Ramos won hij onder andere tweemaal op rij de UEFA Cup. In maart 2010 werd trainer Manolo Jiménez ontslagen vanwege slechte resultaten en was Álvarez zijn opvolger. Hij leidde Sevilla alsnog naar Champions League voetbal en won de Copa del Rey. Na een aantal slechte resultaten werd hij in september 2010 ontslagen.

## Erelijst
Sevilla
- Copa del Rey

2009/10